# Жар-птица
Жар-птица је митолошка птица у веровању источних Словена. Верује се да је птица преко дана сакривена и спава а током ноћи излеће из свог гнезда и пошто је јако бљештава и светли, осветли читаве пределе. Ово је биће често споменуто у класичним руским народним бајкама и предањима.